# 小行星564
小行星564（564 Dudu）是一颗围绕太阳公转的小行星。1905年5月9日，保羅·格茨在海德堡描述了此天体。
該小行星以德国哲学家弗里德里希·尼采的作品《查拉图斯特拉如是说》中的登场人物杜杜（Dudu）命名。
这颗小行星的绝对星等为10.43等。

## 相关條目
- 小行星列表/10001-11000

## 外部連結
- Asteroid Lightcurve Database (LCDB) （页面存档备份，存于）, query form (info （页面存档备份，存于）)
- Dictionary of Minor Planet Names, Google books
- Discovery Circumstances: Numbered Minor Planets (10001)-(15000) （页面存档备份，存于） – Minor Planet Center
- 小行星564 at AstDyS-2, Asteroids—Dynamic Site
  - Ephemeris · Observation prediction · Orbital info · Proper elements · Observational info
- NASA JPL小天體瀏覽器上的小行星564

| 前一小行星： 小行星563 | 小行星列表 | 後一小行星： 小行星565 |